# Adam Gray

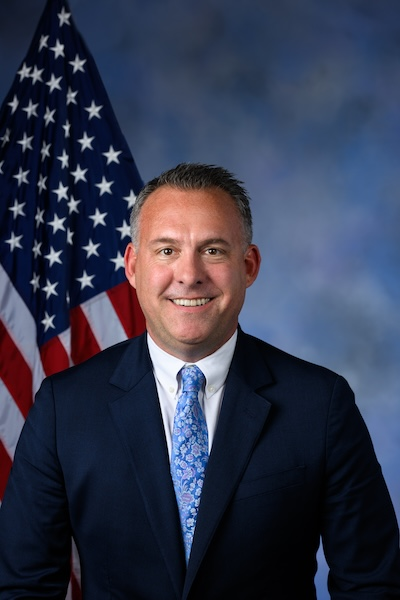
Adam Gray (2025)

Adam Gray (* 23. September 1977 in Merced, Kalifornien) ist ein US-amerikanischer Politiker der Demokraten. Bei der Kongresswahl 2024 wurde Gray in das Repräsentantenhaus der Vereinigten Staaten gewählt, um dort den 13. kalifornischen Kongresswahlbezirk im kalifornischen Längstal zu vertreten. Vom 3. Dezember 2012 bis zum 5. Dezember 2022 war Gray Abgeordneter in der California State Assembly und vertrat dort den 21. Assembly-Wahlbezirk.

## Leben
Adam Gray besuchte zunächst das Community College in seiner Heimatstadt Merced und studierte dann an der University of California, Santa Barbara. Während der Studienzeit arbeitete er im Milchzulieferbetrieb seiner Familie und nahm nach dem Studium eine Stelle als Dozent an der University of California, Merced an. Er lehrte zur Gesetzgebung in Kalifornien. Angeregt durch die Große Rezession wandte er sich der Politik zu. Er hatte zuvor bereits seit seiner Zeit als Student für den Abgeordneten Dennis Cardoza und andere Abgeordnete gearbeitet.

## Politik
In den Wahlen 2012 bewarb sich Gray erstmals um ein Abgeordnetenmandat in der State Assembly. Die Vorwahlen bei den Demokraten konnte er mit 32,4 % für sich entscheiden und in der Hauptwahl den Republikaner Jack Mobley mit 58,2 % besiegen. 2014 traten Gray und Mobley erneut gegeneinander an und Adam Gray setzte sich erneut durch, diesmal mit 53,4 %. 2016 schlug er den Republikaner Greg Opinski mit 69,79 %. In den Wahlen 2018 und 2020 besiegte Gray den Vertreter der Libertären Partei, Justin Quigley, mit 99,9 % und 71,3 %. 2021 gründete Adam Gray mit dem Republikaner Jordan Cunningham aus San Luis Obispo und dem Unabhängigen Chad Mayes den parteiübergreifenden Problem Solvers Caucus im Parlament Kaliforniens.
Adam Gray trat 2022 nicht mehr für die State Assembly, sondern für einen Sitz im Repräsentantenhaus an. Zuvor hatte der Verzicht seines Parteifreundes Josh Harder, im 13. Kongresswahlbezirk anzutreten, einen Platz eröffnet. In der parteiunabhängigen Vorwahl konnte er 45,1 % der Stimmen gewinnen und sich so hinter dem Republikaner John Duarte für die Stichwahl im November qualifizieren. In der Hauptwahl besiegte Duarte Gray dann mit 50,21 %. Es war 2022 nach der Wiederwahl von Lauren Boebert in Colorado das zweitknappste Wahlergebnis bei den Kongresswahlen. Seit Jahrzehnten war es das erste Mal, dass ein Republikaner in dem Gebiet gewonnen hatte.
Knapp ein Jahr nach seiner Wahlniederlage gegen Duarte kündigte Gray an, dass er bei den Kongresswahlen 2024 erneut antrete. Bei den offenen Vorwahlen waren Duarte und Gray die einzigen beiden Kandidaten. Duarte konnte am Super Tuesday 54,9 % der Stimmen gewinnen und Gray 45,1 %.
In der Hauptwahl schlug Adam Gray dann den republikanischen Amtsinhaber Duarte sehr knapp, nachdem dieser 2022 mit nur 564 Stimmen Vorsprung gewonnen hatte. Die Wahl im 13. Kongresswahlbezirk war wegen der Knappheit die letzte, die 2024 ausgezählt wurde. Nach dem vorläufigen amtlichen Endergebnis gewann Gray mit einem 187-Stimmen-Vorsprung.